# Moisés rompiendo las Tablas de la Ley
Moisés rompiendo las Tablas de la Ley es una pintura al óleo sobre lienzo realizada en 1659 por Rembrandt.
La obra está firmada y fechada "REMBRANDT F. 1659." y se representa a Moisés con las tablas de la ley por encima de su cabeza, con los mandamientos escritos en hebreo (el artista fue ayudado seguramente por amigos judíos).
Después de recibir los Diez Mandamientos, Moisés bajó del Monte Sinaí y se encontró al pueblo de Israel adorando un becerro de oro, por lo que el profeta arrojó las tablas enojado con ellos (aunque Rembrandt más bien pinta a Moisés con cara de pena o resignación que de ira). El relato se describe en el pasaje bíblico de Éxodo.